# ويكي مصدر
ويكي مصدر هي مكتبة رقمية متصلة بالشبكة العنكبوتية مفتوحة للجميع، ويمكن تحميلها على شكل ملف pdf.في هذا المشروع العربي تضم 79٬518  صفحة حتى تاريخ 2020 من الرسائل الأدبية، والكتب والنصوص الدينية والتراثية والتاريخية، والشعر. بدأت ويكي مصدر في نوفمبر 2003 كمجموعة للنصوص الحرة الداعمة لمقالات ويكيبيديا المشروع الأساسي لمؤسسة ويكيميديا. سميت في أول الأمر مشروع سورس بيرغ كمحاولةٍ لنحت اسم ما يعرف بمشروع غوتنبرغ، ثمّ تغيّر اسم المشروع في 6 ديسمبر 2003 إلى ويكي المصدر. وهو مشروع مؤسسة ويكيميديا لجمع وتخزين نصوص الملكية العامة المنشورة سابقًا أو النصوص الحرة التي نفدت حقوق طبعها أو المترجمة ومتوفرة بعدة لغات. انتقل المشروع إلى عنوان موقعه الدائم في 23 يوليو 2004.
يستضيف ويكي المصدر أشكالًا أخرى من الوسائط، مثل القصص المصورة، والأفلام، والكتب الصوتية. كما تسمح بعض مصادر ويكي للمستخدمين بإنشاء التعليقات التوضيحية، والتي تخضع لسياسات محددة من الموقع.
تعرض المشروع لانتقادات بسبب الافتقار إلى الموثوقية، يتم دعم الأعمال الآن من خلال عمليات المسح عبر الإنترنت باستخدام امتداد تدقيق الصفحة ممّا يضمن موثوقية ودقة نصوص المشروع. استشهدت بمشروع ويكي المصدر منظمات عديدة، كان من بينها منظمات حكوميّة مثل إدارة الأرشيف والوثائق الوطنية التابعة للولايات المتحدة الأمريكية.

## تاريخ ويكي مصدر
أطلق مشروع ويكي مصدر رسميًا في 24 نوفمبر 2003 كمجموعة للنصوص الحرة الداعمة لمقالات ويكيبيديا المشروع الأساسي لمؤسسة ويكيميديا. وخلال أسبوعين فقط من بداية إطلاقه أنشئ ما يزيد عن 1000 صفحة صنفت نحو 200 منها كمقالات فعلية. وسميت في أول الأمر مشروع سورس بيرغ على غرار المشروع الذي كان يعرف باسم مشروع غوتنبرغ.
وفي 4 يناير 2004 شهدت ويكي مصدر تسجيل المستخدم رقم مائة، وفي أوائل يوليو 2004 تجاوز عدد المستخدمين المسجلين على الموقع 500 مستخدم، وبلغ عدد المقالات على الموقع أكثر من 2400 مقالة. في 30 أبريل 2005 كان هناك 2667 مستخدمًا مسجلاً من بينهم 18 مسؤولاً، وحوالي 19000 مقالة، كما بلغ في نفس اليوم إجمالي عدد التعديلات في المشروع منذ انطلاقه 96000 تعديلًا.
نمت ويكي مصدر نموا مطردا في جميع اللغات، ومنها ويكي مصدر العربية، والتي وصل عدد صفحاتها في مارس 2007 إلى حوالي ألف وخمس مئة صفحة من النصوص الحرة.
في 10 مايو 2006 أنشئت أولى بوابات ويكي مصدر.

## إصدارات اللغات
ظهرت الحاجة إلى نسخة عبرية منفصلة من ويكي مصدر في أغسطس 2004 بسبب صعوبة تحرير وعرض النصوص باللغة العبرية التي تكتب من جهة اليمين إلى اليسار، ثم طالب المساهمون الآخرون في الأشهر التالية بإصدارات منفصلة من ويكي مصدر بلغات مختلفة كان من بينها الألمانية، على غرار الإصدار العبري. وفي 23 أغسطس 2005 صدرت نسخ ويكي مصر التي تتيح استضافة نصوص 14 لغة مختلفة، والتي لم تكن تتضمّن الإنجليزية في البداية، وكان كود النسخة الإنجليزية en: يضاف مؤقتًا كي يتم توجيه المستخدم إلى الموقع الرئسيي، قبل أن تعاد هيكلة الموقع في 11 سبتمبر 2005 لتمكين النسخة الإنجليزية جنبًا إلى جنب مع 8 لغات أخرى. ثم أضيفت إصدارات بثلاث لغات جديدة في 29 مارس 2006، تبعتها إصدارات 14 لغة أخرى في 2 يونيو 2006.
أصبح هناك إصدارات فرعية من ويكي المصدر بـ72 لغة، منها 70 لغة حية، وإثنين من اللغات البائدة اعتبارات من يناير 2021، ويحتوي مجموع إصدارات اللغات الحية من ويكي المصدر على 4,637,539 مقالة، وعلى 4036219 مستخدمًا مسجلًا، منهم 2,579 محررًا نشطوا مؤخرًا. بينما يحتوي مجموع إصدارات اللغات الميّتة على 13 مقالة فقط.
أهم 10 إصدارات لغات فرعية من ويكي مصدر بحسب عدد المقالات الجيدة:
| الترتيب | إصدار اللغة | رمز نطاق الويكي | عدد المقالات الجيدة | إجمالي عدد المقالات | عدد التعديلات | عدد المسؤولين | عدد المستخدمين | عدد المستخدمين النشطين مؤخرًا |
| ------- | ----------- | --------------- | ------------------- | ------------------- | ------------- | ------------- | -------------- | ---------------------------- |
| 1       | البولندية   | pl              | 869,785             | 902,787             | 2,689,374     | 16            | 29,531         | 60                           |
| 2       | الإنجليزية  | en              | 832,305             | 3,298,611           | 10,841,569    | 25            | 2,976,369      | 429                          |
| 3       | الروسية     | ru              | 525,844             | 888,686             | 4,027,616     | 5             | 96,863         | 105                          |
| 4       | الألمانية   | de              | 462,382             | 508,248             | 3,729,574     | 17            | 66,547         | 131                          |
| 5       | الفرنسية    | fr              | 415,624             | 3,342,792           | 11,030,940    | 18            | 113,077        | 281                          |
| 6       | الصينية     | zh              | 359,124             | 1,001,433           | 1,987,353     | 7             | 83,549         | 134                          |
| 7       | العبرية     | he              | 187,115             | 370,192             | 1,035,054     | 18            | 28,712         | 101                          |
| 8       | الإيطالية   | it              | 157,048             | 633,147             | 2,734,012     | 7             | 56,074         | 90                           |
| 9       | الإسبانية   | es              | 113,915             | 244,236             | 1,134,617     | 9             | 74,556         | 53                           |
| 10      | العربية     | ar              | 79,539              | 163,211             | 304,502       | 8             | 52,298         | 32                           |

للقائمة الكاملة طالع إحصائيات ويكيبيديا.

## الأدوات

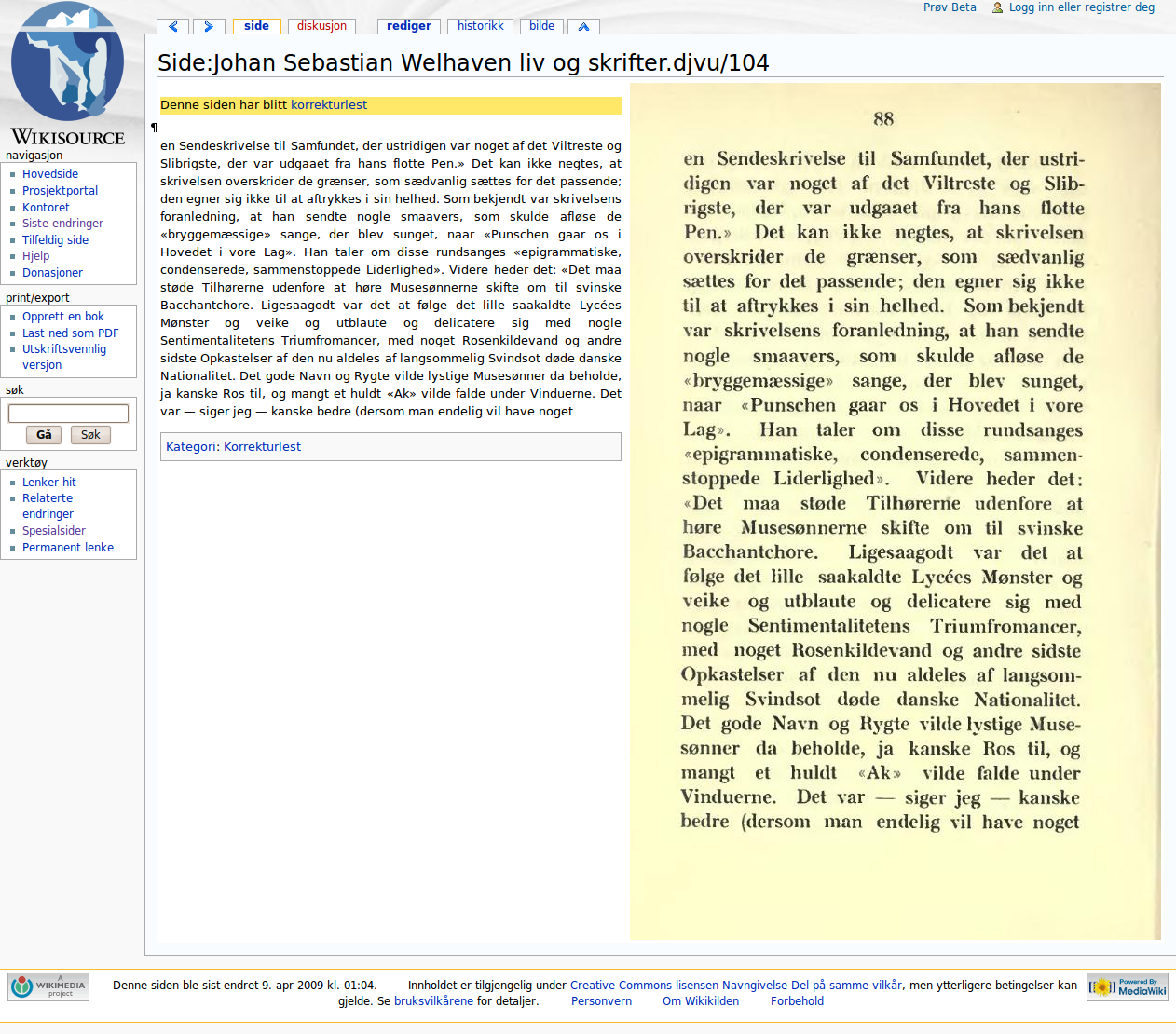
نظام تدقيق الصفحة أثناء العمل على ويكي مصدر

قام مطوّر برمجيّات الويب توماس ڨي بتطوير امتداد لبرنامج ميدياويكي لتحسين تدقيق النسخ على مشروع ويكي المصدر سمى بنظام تدقيق الصفحة، حيث يعرض هذا الامتداد صفحات الأعمال الممسوحة ضوئيًا جنبًا إلى جنب مع النصوص المحرّرة بتلك الصفحة، مما يسمح لأي محرر آخر فيما بعد بتنقيح النص، والتحقق من دقته بشكل مستقل، كما يتيح تعديل الصور الأولية لصفحاات الكتب، أو النصوص الممسوحة ضوئيًا باستخدام برنامج معالجة الصور لتصحيح تدوير الصفحات ومعالجة المشكلات الأخرى. يمكن بعد ذلك تحويل الصور التي تم تنقيحها إلى ملف PDF أو ملف DjVu ثم رفعها إلى مشروع ويكي المصدر، أو مشروع مسؤسسة ويكيميديا الشقيق ويكيميديا كومنز.
يساعد هذا النظام على ضمان دقة النصوص التي ينشرها المحررون على ويكي مصدر. حيث تظل عمليات المسح الضوئي للصفحات الأصلية للأعمال المكتملة متاحة لأي مستخدم حتى يتم تصحيح الأخطاء لاحقًا، كما يمكن القراء من التحقق من النصوص المكتوبة بالرجوع إلى النسخ الأصلية. يسمح تدقيق الصفحة أيضًا بحجم مشاركات أكبر، حيث لا يشترط الوصول إلى نسخة ملموسة من العمل الأصلي كي يتمكن أي شخص من المساهمة في المشروع، بل يكتفي فقط برفع الصور. وبالتالي فإنه يعزز التزام المشروع بمبدأ ويكيميديا الذي يمكن لأي شخص المساهمة فيه.
طور توماس ڨي أيضًا العديد من الأدوات الأخرى، مثل الأداة التي تتيح الاختيار بين عرض النصوص وحدها، أو عرض النصوص المشروحة بالتعليقات التوضيحية، والأداة التي تتيح اخيتار تحديث النصوص الأصلية فقط أو عدم تحديثها.

## النصوص التي تشملالملكية العامة[16]
- نصوص قوانين معظم الدول.
- الأوراق والمعاملات الرسمية الحكومية العامة في معظم الدول.
- المراسلات والاتفاقات الدولية.
- الكتب والرسائل التي دخلت الملكية العامة.
- النصوص الدينية في الملكية العامة.
- نصوص الشعر القديمة.
- لنصوص الحرة التي لا يملك أحد حقوق توزيعها ونشرها والتي تشمل كتباً تاريخية ونصوصاً مقدسة وأعمالاً أدبية وغيرها.ط
- الترجمات لنصوص حرة مكتوبة بلغات أخرى
- الوثائق التاريخية، والنصوص القانونية، والبيانات السياسية.
- قوائم بكتب مؤلفين منشورة كتبهم في ويكي مصدر.

## ما يصلح نشره في ويكي مصدر
مما يصلح تضمينه في ويكي مصدر ما يلي:
- النصوص الحرة التي لا يملك أحد حقوق توزيعها ونشرها والتي تشمل كتباً تاريخية ونصوصاً مقدسة وأعمالاً أدبية وغيرها.
- الترجمات لنصوص حرة مكتوبة بلغات أخرى.
- الوثائق التاريخية، والنصوص القانونية، والبيانات السياسية.
- قوائم بكتب مؤلفين منشورة كتبهم في ويكي مصدر.

## ما لا يصلح وضعه ضمن محتويات ويكي مصدر
- أي نص يشكل خرقا لحقوق التوزيع والنشر.
- الكتابات الأصلية لمساهم في هذا المشروع، والتي تنشر لأول مرة.
- المعلومات، والصيغ، والقوانين، والجداول الرياضية.
- أكواد البرامج الحاسوبية المنشورة ضمن ما يعرف بالملكية العامة، أو حسب رخصة الوثائق الحرة (جنو).
- المعلومات الإحصائية، كنتائج انتخابات ما.

## الشعار والرمز
شعارها «المكتبة الحرة التي يستطيع الجميع تحسينها» ورمزها هي جبل ثلجي ذا رأسين مدببين صغيرين فوق سطح البحر أما بقية الجبل الثلجي في أسفل المياه، وهي تمثّل صورة لنظرية الجبل الجلدي.

## وصلات خارجية
- الموقع الرسمي
- ويكي مصدر العربي